# Spinello (Santa Sofia)
Spinello is een plaats (frazione) in de Italiaanse gemeente Santa Sofia.